# Cryptoheros
Cryptoheros – rodzaj słodkowodnych ryb z rodziny pielęgnicowatych (Cichlidae).

## Klasyfikacja
Gatunki zaliczane do tego rodzaju:
- Cryptoheros chetumalensis Schmitter-Soto, 2007
- Cryptoheros cutteri (Fowler, 1932)
- Cryptoheros spilurus (Günther, 1862)